# Ярёменко, Павел Петрович
Па́вел Петро́вич Ярёменко (24 сентября 1915, Конотопский уезд, Черниговская губерния — 16 февраля 1980, Ленинград) — советский военачальник, участник Великой Отечественной войны, генерал-майор артиллерии (1964), кавалер шести орденов Красного Знамени.

## Биография
Родился 24 сентября 1915 года в хуторе Лобковка Конотопского уезда Черниговской губернии (ныне: Конотопский район, Сумская область, Украина), украинец. В 1932 году окончил 10 летнюю школу, а в 1934 году — школу ФЗУ. 25 октября 1934 года был призван Конотопским РВК Сумской области Украинской ССР, в 1938 году окончил Одесское артиллерийское училище имени М. В. Фрунзе. До начала Великой Отечественной войны был преподавателем 3-го Ленинградского артиллерийского училища.
Великую Отечественную войну начал старшим лейтенантом, первым помощником начальника штаба 594-го пушечного артиллерийского полка АРГК 4 октября 1941 года. В конце октября 1941 года был назначен командиром 2-го дивизиона этого же полка. В этой должности участвовал в Харьковской оборонительной операции, Курско-Обоянской операции, второй харьковской битве, Донбасской оборонительной операции, сражении у разъезда 74-й километр и боях на подступах к Сталинграду. За это время дивизион под командованием капитана Ярёменко, уничтожил 27 и подбил 19 танков, уничтожил 13 и подавил 11 артбатарей, а также уничтожил более 4 тысяч фашистов.
1 сентября 1942 года был назначен заместителем командира 85-го гвардейского гаубичного артиллерийского полка РГК по строевой части, в этой должности пробыл до конца Сталинградской битвы.
В феврале 1943 года, после перехода командира полка гвардии подполковника Чиликина на должность командующего артиллерией 4-го гвардейского механизированного корпуса, гвардии майор Ярёменко был назначен командиром 85-го гвардейского гаубичного артиллерийского полка РГК.

Не прошло и десяти минут после разговора с командующим, как в штаб корпуса прибыл радостно возбужденный командир 85-го гвардейского гаубичного артиллерийского полка полковник Павел Петрович Яременко. Этот человек словно рожден был для артиллерии: высокий рост, стройная фигура, открытое и мужественное лицо. Ордена Красного Знамени и Красной Звезды, которые украшали его грудь, говорили о том, что полковник достойно прошел по дорогам войны.— И. П. Рослый
В этой должности гвардии майор, а с июля 1943 года гвардии подполковник, Ярёменко прошёл до конца войны. Под его командованием полк участвовал в Миусской, Донбасской, Мелитопольской, Крымской, Белорусской, Могилёвской, Минской, Белостокской, Осовецкой, Ломжа-Ружанской, Восточно-Померанской и Берлинской операциях. За участие в освобождении города Симферополь подполковник Ярёменко был награждён орденом Кутузова III степени, а возглавляемый им полк был удостоен почётного наименования «Симферопольский». В последующем 85-й гвардейский гаубичный артиллерийский полк получил следующие награды: за бои по освобождению города Севастополь — Орден Красного Знамени; за доблесть и мужество при овладении города крепости Осовец — орден Александра Невского; за участие в штурме города Остроленка — Орден Кутузова III степени; за доблесть и мужество при прорыве обороны немцев на реке Нарев восточнее города Варшава — Орден Суворова III степени, став одним из пяти особо отличившихся гвардейских артиллерийских полков заслуживших в период Великой Отечественной войны шесть и более наград и отличий.
После окончания Великой Отечественной войны до июня 1946 года продолжал командовать 85-м гвардейским гаубичным артиллерийским Симферопольским Краснознамённым орденов Суворова, Кутузова и Александра Невского полком 78-й гвардейской корпусной артиллерийской бригады 96-го отдельного стрелкового корпуса, затем учился в Академии генштаба. В 1957 году был направлен командиром 2-й гвардейской артиллерийской дивизии в город Пушкин Ленинградского военного округа. В 1964 году полковнику Ярёменко было присвоено очередное звание — генерал-майор артиллерии. 6 января 1971 года гвардии генерал-майор артиллерии Ярёменко вышел в запас.
Скончался 16 февраля 1980 года в городе Ленинграде.

## Награды
- шесть орденов Красного Знамени (21.02.1943[5], 10.10.1943[6], 29.09.1944[7], 5.06.1945[8], 5.11.1954[9], 31.10.1967[10]);
- орден Суворова III степени (27.09.1944)[11];
- орден Кутузова III степени (16.05.1944)[12];
- орден Александра Невского (3.04.1945)[13];
- орден Красной Звезды (15.11.1950)[14];
- медаль «За боевые заслуги» (3.11.1944)[15];
- медаль «В ознаменование 100-летия со дня рождения Владимира Ильича Ленина» (1969);
- медаль «За оборону Сталинграда» (18.08.1943)[16][17];
- медаль «За победу над Германией в Великой Отечественной войне 1941—1945 гг.» (03.10.1945)[18];
- юбилейная медаль «Двадцать лет Победы в Великой Отечественной войне 1941—1945 гг.» (1965);
- юбилейная медаль «Тридцать лет Победы в Великой Отечественной войне 1941—1945 гг.» (1975);
- медаль «За освобождение Варшавы» (1945);
- юбилейная медаль «30 лет Советской Армии и Флота» (1948);
- юбилейная медаль «40 лет Вооружённых Сил СССР» (1958);
- юбилейная медаль «50 лет Вооружённых Сил СССР» (1967);
- юбилейная медаль «60 лет Вооружённых Сил СССР» (1978);
- знак «25 лет победы в Великой Отечественной войне» (1970)

Приказы (благодарности) Верховного Главнокомандующего в которых отмечен П. П. Ярёменко:
- за участие в боях за освобождение Симферополя, приказ № 108 от 13 апреля 1944 года;
- за участие в боях при форсировании Днепра и за освобождение городов Могилёв, Шклов, Быхов, приказ № 122 от 28 июня 1944 года

## Память
- 25 января 1985 года улица Каменистая в городе Симферополь получила название «улица Генерал-майора П. П. Ярёменко»[20][к 1].
- 13 апреля 2024 года прошло торжественное открытие памятной доски Павлу Петровичу Ярёменков установленной в Симферополе на улице Генерал-майора П. П. Ярёменко дом 46[21].